# 中国人民政协理论研究会
中国人民政协理论研究会，位于北京市西城区太平桥大街23号，是在中国人民政治协商会议全国委员会领导下，从事中国共产党领导的多党合作和政治协商制度、人民政协理论研究和宣传的全国性学术团体。

## 简介
中国人民政协理论研究会于2006年12月20日在北京成立。主管单位是中国人民政治协商会议全国委员会办公厅，登记管理机关是中华人民共和国民政部。
中国人民政协理论研究会的主要职责是：
1. 制定人民政协理论研究规划，确定理论研究方向和课题；
2. 组织、推动人民政协理论和实际问题的研究，建立和扩大人民政协理论研究队伍；
3. 组织会员之间的协作，交流学术思想和理论研究信息，评选优秀研究成果；
4. 开展对外交流和国际学术活动等。

中国人民政协理论研究会实行单位会员制，截至2018年有会员单位45个。会员单位主要是各省级、副省级市政协成立的人民政协理论研究会或者相关组织。
中国人民政协理论研究会设理事会和常务理事会。截至2018年，理事会有理事201人，常务理事81人。会员单位的理事采取代表制，由会员单位的现任领导和研究室主要负责人担任，职务变动后由新任负责人接替。
中国人民政协理论研究会理事会领导机构由名誉会长、会长、副会长、秘书长组成。

## 历届理事会

### 第一届理事会
（2006年12月20日中国人民政协理论研究会理事会第一届理事会通过）
- 名誉会长（4人）：王忠禹、刘延东、罗豪才、陈奎元
- 顾问（17人）：叶小文、冯之俊、朱维群、齐续春、苏荣、李敏宽、李景田、李德洙、吴明熹、陈明德、陈宗兴、邵鸿、贺旻、龚育之、辜胜阻、滕文生、魏礼群
- 会长：郑万通
- 副会长：卞晋平、朱佳木、孙怀山、李君如、李昌鉴、杨胜群、杨崇汇、谷安林、陈喜庆、游洛屏
- 秘书长：原东平[4]
- 副秘书长：陈惠丰、杜亚利、金学锋、马健、王国卿、翟有林[5]

2009年人员更替后的名誉会长、顾问是：
- 名誉会长（6人）：王刚、杜青林、陈奎元、钱运录、王忠禹、罗豪才[6]
- 顾问（30人）：马健、王伟光、王国卿、王胜洪、邓宗良、卢昌华、叶小文、仝广成、朱维群、庄国荣、刘晓峰、齐续春、严以新、苏荣、李景田、李德洙、杨晶、冷溶、张宝文、张秋俭、陈明德、邵鸿、欧阳淞、黄志贤、蒋作君、谢伏瞻、谢经荣、蔡达峰、滕文生、魏礼群[7]

### 第二届理事会
（2014年9月21日中国人民政协理论研究会第二届会员代表大会暨理事会会议通过）
- 名誉会长：杜青林、钱运录、郑万通
- 会长：张庆黎
- 副会长：孙怀山、仝广成、陈喜庆、刘佳义、卞晋平、陈惠丰、李昌鉴、李君如、王东京、李忠杰、张宏志、田学斌、杨克勤、武寅、周宁
- 秘书长：陈惠丰（兼）
- 副秘书长：熊树民、李巧红、杜亚利、邬旦生、吴晓光、程科伟、刘西山[9]

2015年9月8日至9日中国人民政协理论研究会第二届理事会第二次常务理事会议暨2015年度人民政协理论研讨会在甘肃省兰州市召开，会议增补舒启明为副会长。
2017年人员更替后的副会长、秘书长、副秘书长是：
- 副会长：潘立刚、仝广成、陈喜庆、刘佳义、卞晋平、陈惠丰、顾伯平、李昌鉴、王东京、李忠杰、张宏志、田学斌、杨克勤、武寅、周宁
- 秘书长：谷斌[12]
- 副秘书长：熊树民、李巧红[13]

### 第三届理事会
- 会长：李斌（女）
- 副会长：潘立刚、李智勇、王伟光、葛慧君(女)、姚增科、欧阳坚、叶小文、江泽林、金学锋、邹晓东、刘佳义、刘晓冰(女)、陈惠丰、王东京、魏海生、赵凡、杨书兵、赵奇、刘伟
- 秘书长：李曰军
- 副秘书长：于保政、乌云斯琴（女，蒙古族）
- 常务理事：马奔、马海瑛（土族）、王雄、王心富、王东京、王四清、王伟光、王启平、王荣平、王相伟、王洪树、王晓林、王焕承、贝晓曦、左延珠、叶小文、曲凤宏、吕维峰、刘伟、刘日知、刘未鸣、刘永巨、刘华林、刘佳义、刘建华、刘晓冰（女）、刘晓庄、齐卫平、江泽林、孙信、孙瑞华（女）、杜源生、李斌（女）、李曰军、李绍洪、李树民、李彦凯（回族）、李智勇、杨艺文（女）、杨书兵、杨光斌、吴先宁、吴国华（女）、吴晓林、邹晓东、宋俭、张博、张道宏、陈强、陈百灵（女，满族）、陈明明、陈惠丰、邵国荷、欧阳坚（白族）、罗永宽、金学锋、周淑真（女）、房宁、赵凡、赵奇、郝远、胡旭晟、俞可平、姚俭建、姚增科、钱国玉、倪品利、郭盛、席小军、涂文（女）、谈火生、黄建钢、黄道伟、崔保华、葛会波、葛慧君（女）、赖明、雷桂龙、虞崇胜、谭家玲（女）、翟天山、翟有林、潘维（满族）、潘立刚、燕继荣、魏海生
- 理事：于保政、于家琦（女）、马奔、马宇鹏、马海瑛（土族）、王雄、王心富、王东京、王四清、王永飞、王幼平、王伟光、王汝芳、王赤涛、王启平、王英辉、王建华、王春生、王荣平、王相伟、王洪树、王晓林、王易鸣（女）、王焕承、王斌武、王新友、王燕飞（女）、尤云龙、贝晓曦、毛梦溪、乌云斯琴（女，蒙古族）、邓进、邓蓉玲（女）、艾比•沙拉木（维吾尔族）、左延珠、卢姣龙、叶小文、付长生、冯湖、冯启国、冯灵生、石树梅、邢邦志、曲伟（女）、曲凤宏、吕维峰、朱宇、朱兆华（女）、乔发进、伍俊斌、任莉娟（女）、全金玉（蒙古族）、刘石、刘伟、刘日知、刘以安、刘未鸣、刘永巨、刘华林、刘应杰、刘佳义、刘则永、刘学军、刘建华、刘晓冰（女）、刘晓庄、刘润华、齐卫平、齐为民、江泽林、许立坤（瑶族）、许雄波、孙信、孙起顺、孙瑞华（女）、杜亮、杜兰举、杜源生、李丹（女）、李斌（女）、李曰军、李中元、李仁君、李后强、李众民、李忠春、李绍洪、李树民、李彦凯（回族）、李维平、李维兵（苗族）、李智勇、李慎生、杨艺文（女）、杨书兵、杨光斌、杨学林（回族）、杨晓萍（女）、杨维军、杨道匡、肖顺平（瑶族）、吴键、吴先宁、吴志宪、吴秀生、吴国华（女）、吴国璋、吴晓林、吴继华、吴崇伯、余逊达、狄瑞明、邹晓东、邹焰峰、汪爽、汪小玫（女）、汪业芬（女）、汪守军、宋俭、张峰、张健、张博、张丛乐（女）、张亚泽、张连波、张利平、张启明、张贤明、张鸿飞、张道宏、陈武、陈强、陈煦、陈子敏、陈百灵（女，满族）、陈国兴、陈明明、陈家刚、陈惠丰、陈熙满、邵国荷、范岩、欧阳坚（白族）、欧阳康、易飞先、罗永宽、图登克珠（藏族）、金学锋、金建明、周北川、周淑真（女）、房宁、房广顺、练佳其、赵凡、赵奇、赵梅（女）、赵长生、赵连稳、赵海涓（女）、郝远、郝康理、胡旭晟、胡艳蕾（女）、哈伯先（回族）、段青英（女）、俞可平、姜泰安、洪光、洪晓龙、姚俭建、姚增科、袁莎、莫于川、钱叶用、钱国玉、倪品利、徐洁（女）、徐小凤（女）、徐永胜、高鑫、高卫星、郭盛、郭洪泉、席小军、涂文（女）、谈火生、黄国彬、黄建钢、黄洁峰、黄道伟、曹军（女）、崔克明、崔保华、梁鸣、葛会波、葛慧君（女）、蒋福新、韩东太（满族）、程竹汝、鲁夫、赖明、雷桂龙、虞崇胜、綦远方（女）、谭龙生、谭亚原、谭家玲（女）、翟天山、翟有林、潘维（满族）、潘立刚、燕继荣、薛红焰、穆学锋、魏余秀、魏海生